# Gornji Mračaj
Gornji Mračaj – wieś w Bośni i Hercegowinie, w Federacji Bośni i Hercegowiny, w kantonie środkowobośniackim, w gminie Gornji Vakuf-Uskoplje. W 2013 roku pozostawała niezamieszkana.